# リエージュ〜バストーニュ〜リエージュ
リエージュ〜バストーニュ〜リエージュ(Liège - Bastogne - Liège)とは、ベルギーで開催される自転車プロロードレースの一つ。ワンデイレース（クラシックレース）であり、その中でも格式の高いモニュメントと呼ばれるレースの1つである。春のクラシックシーズンの最後を飾るレースで、ベルギーのワロン地域を走り、ワロン地方の新緑に染まった美しい丘陵地帯を選手たちが走る。1892年から行われている最も歴史あるワンデイレースであり、Doyenne（ドワイエンヌ＝最古参）と呼ばれている。
リエージュをスタートし、バストーニュまで行き、またリエージュに戻るコース。幾つもの丘を越え延々とアップダウンが繰り返される上、最後のゴール地点も登りになっている。そのため歴代優勝者にはパンチャー、オールラウンダー、クライマーらが名を連ねる。
2019年にコース変更があり、ゴール目前の登りがなくなり平坦となった。
このレース終了後はツール・ド・ロマンディを経て、ロードレースはグランツールのシーズンを迎える。

## 歴代優勝者
| 年   | 優勝者                       | 国             |
| ---- | ---------------------------- | -------------- |
| 2025 | タデイ・ポガチャル           | スロベニア     |
| 2024 | タデイ・ポガチャル           | スロベニア     |
| 2023 | レムコ・イヴェネプール       | ベルギー       |
| 2022 | レムコ・イヴェネプール       | ベルギー       |
| 2021 | タデイ・ポガチャル           | スロベニア     |
| 2020 | プリモシュ・ログリッチ       | スロベニア     |
| 2019 | ヤコブ・フグルサング         | デンマーク     |
| 2018 | ボブ・ユンゲルス             | ルクセンブルク |
| 2017 | アレハンドロ・バルベルデ     | スペイン       |
| 2016 | ワウト・プルス               | オランダ       |
| 2015 | アレハンドロ・バルベルデ     | スペイン       |
| 2014 | サイモン・ジェラン           | オーストラリア |
| 2013 | ダニエル・マーティン         | アイルランド   |
| 2012 | マクシム・イグリンスキー     | カザフスタン   |
| 2011 | フィリップ・ジルベール       | ベルギー       |
| 2010 | アレクサンドル・ヴィノクロフ | カザフスタン   |
| 2009 | アンディ・シュレク           | ルクセンブルク |
| 2008 | アレハンドロ・バルベルデ     | スペイン       |
| 2007 | ダニーロ・ディルーカ         | イタリア       |
| 2006 | アレハンドロ・バルベルデ     | スペイン       |
| 2005 | アレクサンドル・ヴィノクロフ | カザフスタン   |
| 2004 | ダヴィデ・レベッリン         | イタリア       |
| 2003 | タイラー・ハミルトン         | アメリカ合衆国 |
| 2002 | パオロ・ベッティーニ         | イタリア       |
| 2001 | オスカル・カメンツィント     | スイス         |
| 2000 | パオロ・ベッティーニ         | イタリア       |
| 1999 | フランク・ヴァンデンブルック | ベルギー       |
| 1998 | ミケーレ・バルトリ           | イタリア       |
| 1997 | ミケーレ・バルトリ           | イタリア       |
| 1996 | パスカル・リシャール         | スイス         |
| 1995 | マウロ・ジャネッティ         | スイス         |
| 1994 | エフゲニー・ベルズィン       | ロシア         |
| 1993 | ロルフ・ソレンセン           | デンマーク     |
| 1992 | ディルク・ド・ヴォルフ       | ベルギー       |
| 1991 | モレノ・アルゼンティン       | イタリア       |
| 1990 | エリック・ファン・ランカー   | ベルギー       |
| 1989 | ショーン・ケリー             | アイルランド   |
| 1988 | アドリ・ファンデルプール     | オランダ       |
| 1987 | モレノ・アルゼンティン       | イタリア       |
| 1986 | モレノ・アルゼンティン       | イタリア       |
| 1985 | モレノ・アルゼンティン       | イタリア       |
| 1984 | ショーン・ケリー             | アイルランド   |
| 1983 | ステーヴン・ロークス         | オランダ       |
| 1982 | シルバノ・コンチーニ         | イタリア       |
| 1981 | ヨーゼフ・フフス             | スイス         |
| 1980 | ベルナール・イノー           | フランス       |
| 1979 | ディートリヒ・テュラウ       | 西ドイツ       |
| 1978 | ジョセフ・ブリュイエール     | ベルギー       |
| 1977 | ベルナール・イノー           | フランス       |
| 1976 | ジョセフ・ブリュイエール     | ベルギー       |

| 年   | 優勝者                                | 国             |
| ---- | ------------------------------------- | -------------- |
| 1975 | エディ・メルクス                      | ベルギー       |
| 1974 | ジョルジュ・パンタン                  | ベルギー       |
| 1973 | エディ・メルクス                      | ベルギー       |
| 1972 | エディ・メルクス                      | ベルギー       |
| 1971 | エディ・メルクス                      | ベルギー       |
| 1970 | ロジェ・デフラミンク                  | ベルギー       |
| 1969 | エディ・メルクス                      | ベルギー       |
| 1968 | ウォルテル・ファンスヴェーフェルト    | ベルギー       |
| 1967 | ワルテル・ホデフロート                | ベルギー       |
| 1966 | ジャック・アンクティル                | フランス       |
| 1965 | カルミノ・プレツィオージ              | イタリア       |
| 1964 | ウィリー・ブロックラント              | ベルギー       |
| 1963 | フランス・メルケンベーク              | ベルギー       |
| 1962 | ジョセフ・プランカールト              | ベルギー       |
| 1961 | リック・ファン・ローイ                | ベルギー       |
| 1960 | アルベルトゥス・ヘルダーマンス        | オランダ       |
| 1959 | フレット・デ・ブリュイヌ              | ベルギー       |
| 1958 | フレット・デ・ブリュイヌ              | ベルギー       |
| 1957 | フラン・スハウベン ヘルマン・デライク | ベルギー       |
| 1956 | フレット・デ・ブリュイヌ              | ベルギー       |
| 1955 | スタン・オッカー                      | ベルギー       |
| 1954 | マルセル・エルンツァー                | ルクセンブルク |
| 1953 | アロワ・デヘルトフ                    | ベルギー       |
| 1952 | フェルディナント・キュプラー          | スイス         |
| 1951 | フェルディナント・キュプラー          | スイス         |
| 1950 | プロスペル・デプレドム                | ベルギー       |
| 1949 | カミユ・ダンギローム                  | フランス       |
| 1948 | モリス・モラン                        | ベルギー       |
| 1947 | リシャール・デポーター                | ベルギー       |
| 1946 | プロスペル・デプレドム                | ベルギー       |
| 1945 | ジャン・アンジェル                    | ベルギー       |
| 1943 | リシャール・デポーター                | ベルギー       |
| 1939 | アルベール・リトセルヴェルト          | ベルギー       |
| 1938 | アルフォンス・デロール                | ベルギー       |
| 1937 | エロワ・ムランベール                  | ベルギー       |
| 1936 | アルベール・ベッカールト              | ベルギー       |
| 1935 | アルフォンス・スヘペルス              | ベルギー       |
| 1934 | テオ・ヘルケンラート                  | ベルギー       |
| 1933 | フランソワ・ガルディエ                | ベルギー       |
| 1932 | マルセル・ウイユー                    | ベルギー       |
| 1931 | アルフォンス・スヘペルス              | ベルギー       |
| 1930 | ヘルマン・ブーゼ                      | ドイツ国       |
| 1929 | アルフォンス・スヘペルス              | ベルギー       |
| 1928 | エルネス・モタール                    | ベルギー       |
| 1927 | モリス・ラース                        | ベルギー       |
| 1926 | デュドンネ・スメッツ                  | ベルギー       |
| 1925 | ジョルジュ・ロンセ                    | ベルギー       |
| 1924 | ルネ・フェルマンデル                  | ベルギー       |
| 1923 | ルネ・フェルマンデル                  | ベルギー       |
| 1922 | ルイ・モッティア                      | ベルギー       |
| 1921 | ルイ・モッティア                      | ベルギー       |
| 1920 | レオン・シウール                      | ベルギー       |
| 1919 | レオン・ドヴォ                        | ベルギー       |
| 1913 | マウリツ・モリツ                      | ベルギー       |
| 1912 | オメル・フェルスホール                | ベルギー       |
| 1911 | ジョゼフ・ファンダール                | ベルギー       |
| 1909 | ヴィクトル・ファストル                | ベルギー       |
| 1908 | アンドレ・トルスリエ                  | フランス       |
| 1894 | レオン・ウア                          | ベルギー       |
| 1893 | レオン・ウア                          | ベルギー       |
| 1892 | レオン・ウア                          | ベルギー       |